# Marile Lacuri Africane

Sistemul Marilor Lauri Africane, (în albastru)

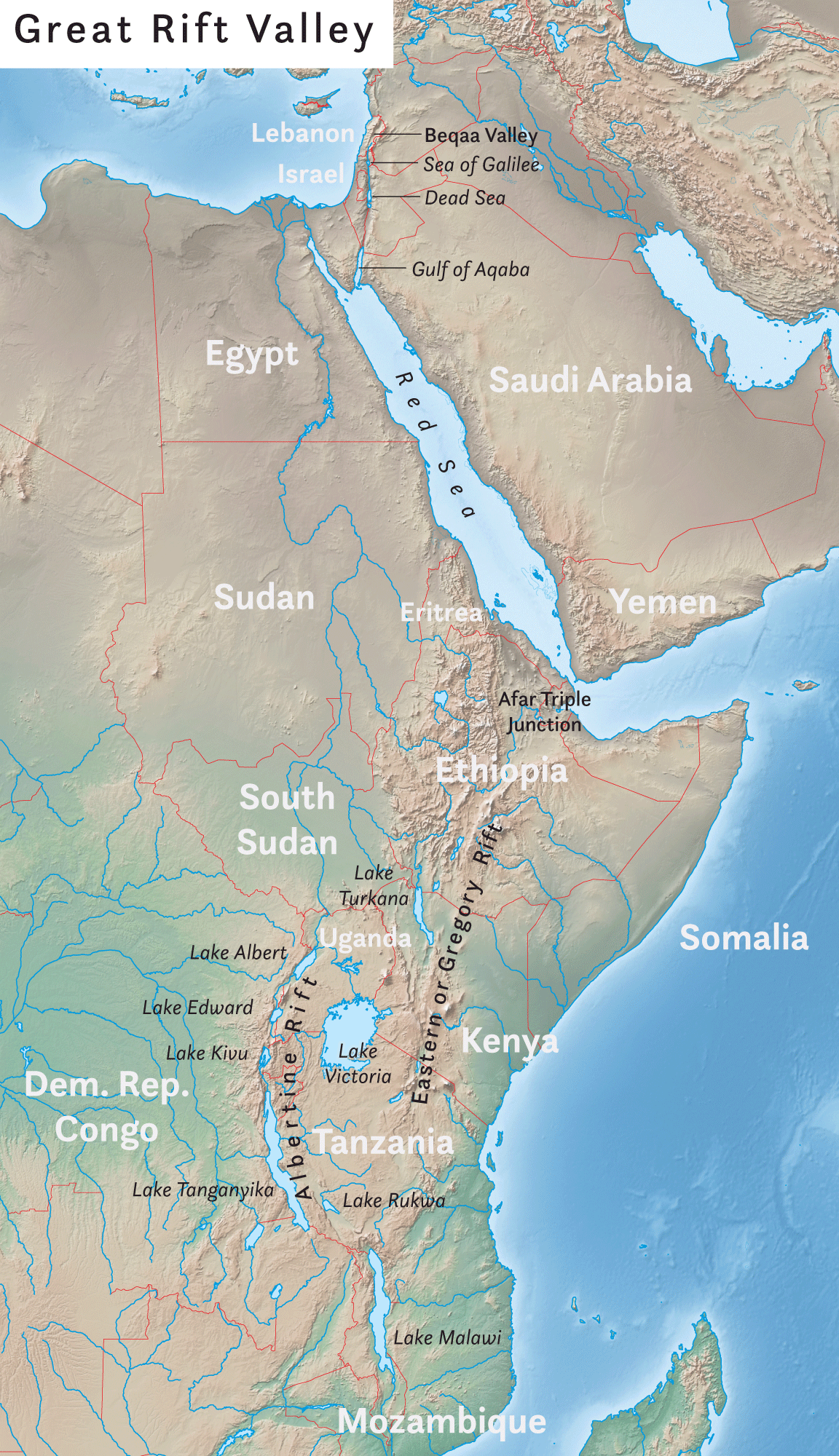
Harta a unei regiuni mai întinse, care include Riftul Africii de Est și întreaga regiune cunoscută sub numele de Valea Marelui Rift.

Marile Lacuri Africane (swahili, Maziwa Makuu; rwandeză, Ibiyaga bigari) sunt o serie de lacuri de mare volum de apă dulce, continuu lichidă, și largi suprafețe, alcătuind o parte din lacurile din jurul Văii Marelui Rift African, dar și din jurul Riftului African de Est.
Acest grup de lacuri cuprinde Lacul Victoria, al treilea lac de apă dulce din lume după suprafață; Lacul Tanganyika, cel de-al doilea lac din lume după volum și adâncime; Lake Malawi, cel de-al optulea lac de apă dulce după suprafață și Lacul Turkana, cel mai mare lac permanent de deșert, precum și cel mai mare lac alcalin din lume.
Colectiv, aceste lacuri conțin 31,000 km3 (7,437 cu mi) de apă, ceea ce reprezintă mai mult decât Lacul Baikal sau decât Marile Lacuri Nord Americane. Acest impresionant volum de apă reprezintă circa un sfert din întreaga apă lichidă de suprafață a planetei Pământ. Aceste mari lacuri de rift sunt un mediu ancestral de foarte mare biodiversitate, deoarece circa o zecime din speciile de pești ai planetei trăiesc în aceste ape din această regiune.
În categoria Marilor Lacuri Africane se pot include, pe lângă cele notabile, menționate mai sus, și o serie de lacuri mai mici decât acelea, așa cum sunt: Lacul Albert, Lacul Edward, Lacul Bangweulu, Lacul Kariba, Lacul Kivu, Lacul Kyoga și Lacul Mweru.

## Lacurile și bazinele lor de colectare

### Lacuri care se varsă înNilul Alb
- Lacul Victoria
- Lacul Kyoga (este parte a sistemului de Mari Lacuri din Africa, dar nu este, în sine, un „mare lac”)
- Lake Albert
- Lacul Edward

### Lacuri care se varsă înFluviul Congo
- Lacul Tanganyika
- Lacul Kivu
- Lacul Mweru

### Lacuri care se varsă înFluviul Zambezi
- Lacul Malawi, „via” Râul Shire

### Lacuri care se găsesc înbazine endoreice
Un bazin hidrografic închis este un bazin endoreic.
- Lacul Turkana
- Lacul Rukwa